# 東京市街の変遷
東京市街の変遷（とうきょうしがいのへんせん）
東京の市街地は現在まで大幅に拡大すると共に、その質も変化してきた。ここでは、明治時代以降の東京の市街地の変化をテーマ別に時系列で記す。

## 東京市街の拡大と山の手・下町

### 明治時代
江戸時代、江戸の市域は、「朱引」と呼ばれ、その範囲は「朱引線」によって明示されていた。
明治2年2月19日（1869年）、江戸に代わった東京府は、新たな朱引を定めた。これは皇居を中心とし、朱引の内側を「市街地」、外側を「郷村地」と定めるものであった。同年3月16日には、朱引内に50区の区画が制定され（五十番組制、五十区制）、さらに明治4年6月（1871年）にはその範囲が縮小されて44区に再編成され（朱引内四十四区制）、1878年（明治11年）の郡区町村編制法の施行（東京15区の制定）まで続いた。
明治時代の山の手は、旧江戸市街地の範囲内で、地形の山の手（武蔵野台地の東端）にあたる住宅街である。地理的には現在の新宿区・文京区・北区の台地（武蔵野台地の延長である豊島台・淀橋台・関口台・小日向台・小石川台・白山台・本郷台）から千代田区九段・番町・麹町地域までが山手地域にあたる。
山の手の範囲は、町境や住居表示の変更により現在の町名では正確には示しがたいが、大まかに言えば、麹町区の番町・麹町地域（現・千代田区一番町などの番町地域、麹町、紀尾井町の一部）、旧東大久保村や牛込区・四谷区（現・新宿区大久保、牛込町、四谷見附）にあたる地域、小石川区（現在の新宿区と文京区にまたがる、現・後楽園および飯田橋近辺）、本郷区（現・文京区本郷）、
山の手では旧幕府側の幕臣などの構成者が政府により追い出され、その跡地となる屋敷を接収した維新側大名家、財閥関係者、文化人、ブルジョワと呼ばれた新興資本家などの当時の中流から上流の人々が集まって住んだ。住民の多くが入れ替わったため、言語や文化の面で江戸時代と明治時代の間に大きな断絶があると言われる。
一方でその他の地域（下町など）は江戸期に集積された伝統文化を維持しつつ、新たなサービスの対象を受け入れたため、江戸期の文化と明治期の文化に連続性が見られた。典型的な例は日本橋・神田などが挙げられる。
ほぼ住宅に特化した山の手は、独立した都市としては成立できなかったが、谷が入り組んだ地形のため、山の手からを坂道を降りればサービスが受けられる町が存在し、利便性は高かった（東大久保・牛込と新宿駅界隈、番町・麹町と九段・神田地区の関係がその典型）。また、主要な街道などは山の手の尾根の中心を通っていたため交通の便もよく、輪をかけて利便性を高めていたともされる。

### 関東大震災と新興住宅地
関東大震災は、東京の既成市街地から郊外へ移転する人を大量に生み出した。
震災の後、東京は第二次世界大戦までに旧江戸市街地の範囲外であった台地の地域に新興住宅地が成立した。代表的な例として現在の渋谷区の松濤・富ヶ谷等が挙げられる。一方で、この時期、震災前に分譲された新町（現在の桜新町、深沢の一部を含む）に続き、田園都市開発として田園調布や成城学園等の信託会社や鉄道事業者などの沿線開発により住宅地が計画的に設計・分譲された。また、阿佐谷、荻窪などをはじめ、郊外鉄道の駅周辺などから、震災を機に住人が移転し増加した結果、人口の集積によって商業も発達していった。

### 戦後
第二次世界大戦後は、戦災被災者の移転、復員および引き揚げなどのため、既成市街地西側への人口移転の圧力が高く、東京都市圏は拡大した。さらに高度成長期には、農業中心だった日本の産業構造が、都市部での工業やサービス業等へと転換することにともない、全国からの人口流入を受け止めるため、拡大の速度が増した。
中心市街地の西側では、既に成していた山の手から、連続した前線を形成し、衛星都市を飲み込みつつ武蔵野台地上を西に向かってスプロールが進行していき、さらに、1964年東京オリンピック前後を境に、それまで開発規制されていた地域へも市街地開発が行われていった。
そうした中、相対的に整備された住宅街である、新たな田園都市や衛星都市、ニュータウンが新たな新興住宅街と認識されていくこととなった。一部では新興住宅街が山の手と呼ばれることもあるが、旧来の山の手地域（武蔵野台地の東端）は「真の山の手」と呼ばれ、現在でも人気のある地域である。
「下町」の範囲も不明瞭になりつつある。関東大震災以前の解釈でいう下町に含まれない地域でも、江戸・明治の古風な文化が残る地域（柴又はその典型）や今では減少した昭和の景観、所謂ノスタルジーな町並みを残す地域（京島、堀切、立石等々）は「下町」と呼ばれたり宣伝されることがある。地域的には、関東大震災や戦争の影響をうけ山の手と同様に郊外（この場合は城東地域）へ拡大している。これらは昭和に生まれた昭和の下町ともいえる。